# 13-й окремий десантно-штурмовий батальйон (Україна)
13-й окремий десантно-штурмовий батальйон імені Героя України полковника Тараса Сенюка (13 ОДШБ, в/ч А1910) — підрозділ десантно-штурмових військ Збройних сил України. Входить до складу 95 ОДШБр. Дислокується в місті Житомир.
Особовий склад батальйону цілком складається з професійних військових, основним призначенням батальйону при створенні була участь у миротворчих операціях.
Батальйон носить ім'я Тараса Сенюка — десантника, командира 1-го батальйону 95-ї бригади, що загинув у боях за Слов'янськ.

## Історія
Батальйон був створений у складі 95-го Навчального центру Аеромобільних військ як 13-й окремий парашутно-десантний батальйон. Після 2000 року переведений до військового містечка Корбутівка, та має назву 13-й окремий аеромобільний батальйон.
В 1994 році 13-й окремий аеромобільно-десантний батальйон був виділений від України для участі в міжнародному партнерстві «Процес планування та оцінки сил». Згідно з планом досягнення цілей партнерства силами та засобами Сухопутних військ України виділеними для участі у ІІІ етапі процесу планування та оцінки сил для 13-го окремого аеромобільно-десантного батальйону були виділені декілька пріоритетних цілей: мовна підготовка, підготовка до участі з підтримання миру, вивчення штабних процедур НАТО, досягнення необхідного рівня взаємосумісності у пануванні, організації та проведенні тилового забезпечення.[джерело?]
Особовий склад батальйону проходив службу у Іраку та Косово (міжнародні сили з підтримки миру (PMU/KFOR) — 179).

### Рейд 95-ї бригади
13-й батальйон разом з іншими підрозділами 95-ї бригади брав участь в найдовшому у сучасній воєнній історії рейді ворожими тилами. За 21 день боїв десантники, які фактично пробивали дорогу іншим військам, пройшли 160 кілометрів захопленими бойовиками територіями, громлячи на шляху потужні ворожі укріплення.
Один із найгероїчніших епізодів легендарного рейду — бої за Савур-могилу, куди разом із десантниками підійшли піхотинці й артилеристи, що дало змогу вибити ворога та закріпитись на висоті. Після неочікуваного початку масованих артобстрілів з території Росії та зумовленої цим кардинальної зміни ситуації, силами бійців 13-го батальйону вдалося навести понтонну переправу через річку Кальміус. До цього десантники на жодних навчаннях не виконували роботи саперних підрозділів. Нову військову професію вони освоювали під вогнем ворога, а потім упродовж трьох діб фактично були комендантським батальйоном, що забезпечував порядок серед охочих якнайшвидше переправитися через річку.
На підході до Лисичанська бійці 13-го аеромобільного батальйону захопили два блокпости, облаштовані за всіма вимогами військової науки. Після цього взяли під контроль нафтопереробний завод, не допустивши його знищення.

### Бої за Донецький аеропорт
У січні 2015-го року 13-й батальйон знаходився в пункті постійної дислокації в Житомирі, відновлюючи боєздатність. У суботу, 17 січня, прийшла команда «Збір».
З батальйону сформували дві тактичні групи. Бійців першої групи відразу ж направили на посилення оборони Пісків — села, розташованого поруч з донецьким аеропортом.
Друга тактична група десантників прибула під Донецьк в населений пункт Ласточкине 23 січня. Завданням цієї групи був штурм і взяття шахти, розташованої між Авдіївкою і Спартаком. Шахта в тактичному плані мала важливе значення. З її будівель і териконів працювали снайпери і артилерійські коректувальники противника. О 8 ранку бійці 13-го батальйону разом з 1-м батальйоном 95-ї бригади пішли на штурм. Через півтори години шахта була зайнята. Десантники утримували об'єкт десять днів, згодом їх поміняли бійці 11-го окремого мотопіхотного батальйону.
Наступним завданням 13-го батальйону було взяти населений пункт Спартак. Наступали двома охоплюючими напрямками, штурм тривав кілька годин, але захопити населений пункт не вдалося. Після невдалої спроби штурму десантників відвели в район зосередження.

### Бої за Дебальцеве
Коли колона 13-го батальйону була вже на марші в тил надійшов наказ про відправку в чергове проблемне місце — під Дебальцеве. Прямо на дорозі колона розвернулася і пішла по новому маршруту і 12 лютого прибула в район Луганського.
Десантникам належало забезпечити вихід з напівоточення підрозділів, які обороняли Дебальцеве зайнявши дві висоти, які дозволяли контролювати трасу Дебальцеве-Артемівськ і маршрут відходу підрозділів.
Вночі в районі висот відпрацювали розвідувальні дозори, під ранок вийшли на зазначені рубежі. На необладнаній місцевості бійці ховалися від обстрілу в складках місцевості, десь викопували окопи. Одну висоту бойовики постійно крили артилерією і «градами», а іншу, яка була ближче до них, обстрілювали з танків.
«Коридор життя» десантники тримали два дні. Колони, які виходили з-під Дебальцевого, потрапляли під вогонь противника. Вдень обстріли українських колон здійснювали кілька Т-72 і БМП-2. Кілька разів десантники наводили на танки противника свою артилерію і відкривали вогонь з протитанкових ракетних комплексів, але ефективного результату це не давало — танки маневрували по низині, що не давало можливості поцілити в них. Вночі розвідка десантників ідентифікувала два нових російських танка Т-90. Вибравши зручний момент, один раз українці поцілили з ПТКР по одному з них, але на ворожому танку спрацювала активна броня, і ракета відлетіла від броньованої машини, не заподіявши їй шкоди. Все, що могла зробити артилерія — змусити ворога часто міняти позиції.
На ділянці, яку контролював 13-й аеромобільний батальйон, піхота супротивника була скута і ефективно діяти не могла, кілька російських підрозділів було розгромлено. Бойовикам не вдалося перерізати дорогу, по якій висувалися українські підрозділи — коридор для виходу був забезпечений. Командуванню АТО вдалося реалізувати план виведення українських підрозділів з-під напівоточеного Дебальцевого.
22 лютого 2015 року десантники 13-го окремого аеромобільного батальйону повернулися в пункт постійної дислокації після виконання завдання. За період виїзду, — з 17 січня до 22 лютого, — не повернулися 6 воїнів. Ще 25 залишилися в госпіталях.

## Структура
- Рота управління
- 1 аеромобільна рота
- 2 аеромобільна рота
- 3 аеромобільна рота
- Мінометна батарея
- Протитанковий ракетний взвод
- Протиповітряний ракетний взвод
- Важкий кулеметний взвод
- Транспортний взвод
- Взвод забезпечення
- Медичний пункт

## Командування
- майор Порхун Олександр Володимирович[6]
- станом на травень 2019 року начальник штабу — капітан Бурчак Андрій Петрович.

## Втрати
- 4 вересня 2014 - старший солдат Гуц Сергій Сергійович, Вугледар
- 29 січня 2015 - сержант Назарчук Микола Олександрович, ДАП
- 29 березня 2016 - Павло Логачов, орієнтовно [7]
- 25 березня 2018 - солдат Ковнацький Сергій Миколайович, шахта «Бутівка», постріл снайпера[8][9][10]
- 12 травня 2018 - молодший сержант Олег Степанович Бокоч[11]
- 1 січня 2022 - солдат Ігор Тичина, смт Нью-Йорк[12]
- 21 березня 2022 - солдат Куліченко Євген, Житомирська область, закатований у власному домі[джерело?]
- 29 березня 2022 - Довгий Максим Олександрович, бойовий медік. Загинув  під час зачистки населеного пункту Кам’янка Ізюмського району Харківської області[13].
- 26 березня 2022 - Бабич Олег Миколайович, старший навідник десантно-штурмового відділення. Загинув під час зачистки населеного пункту Кам’янка Ізюмського району Харківської області[14].
- 25 лютого 2023 - старший солдат Селіверстов Микита Олександрович. Загинув внаслідок ракетного обстрілу в м. Дружківка Краматорського району Донецької області
- 17 квітня 2023 - Переходько Валерій Леонідович, стрілець. Загинув під час виконання бойового завдання у населеному пункті Кремінна Сєвєродонецького району  Луганської області[15][16].
- 28 квітня 2023  - під час виконання бойового завдання в районі міста Кремінна на Луганщині загинув солдат Бережний Олександр Володимирович[17]
- 28 листопада 2023 - старший солдат Плиска Микола Олегович. Загинув поблизу н.п. Синьківка Купʼянського району Харківської області[18]
- 3 лютого 2024 - старший солдат Владислав Базенко. Загинув на Лиманському напрямку[19].
- 10 липня 2024 - Діжак Володимир Васильович, 23 роки. Солдат, стрілець-номер обслуги. Загинув біля населеного пункту Дружба поблизу Торецька Бахмутського району Донецької області під час мінометного обстрілу[20].
- 16 серпня 2024 - ШПИЛЬКА ЮРІЙ МИХАЙЛОВИЧ. Загинув внаслідок авіаудару поблизу населеного пункту Косица Суджанського району Курської області[21].
- 25 жовтня 2024 - Сергій Репецький, 14.03.1989, с. Яснозір'я, Віньковецького району. Загинув під час виконання бойового завдання на території Курської області[22].

## Традиції
2 грудня 2019 року, Указом Президента України, 13-му окремому десантно-штурмовому батальйону присвоєно ім'я Героя України полковника Тараса Сенюка. 6 грудня стрічку з почесним найменуванням отримав від президента України командир батальйону майор Святослав Заїць.
17 листопада 2022 року 13 окремий десантно-штурмовий батальйон імені Героя України полковника Тараса Сенюка 95 окремої десантно-штурмової бригади Десантно-штурмових військ Збройних Сил України указом Президента України Володимира Зеленського відзначений почесною відзнакою «За мужність та відвагу».